# Judy Crawford
Judith MacPherson Crawford detta Judy (Toronto, 22 dicembre 1951) è un'ex sciatrice alpina canadese.

## Biografia
Sciatrice polivalente, la Crawford fu la prima sciatrice originaria dell'Ontario a entrare nella nazionale canadese, per la quale gareggiò dal 1967 fino al suo ritiro nel 1974; in Coppa del Mondo esordì il 24 febbraio 1968 a Oslo in slalom gigante (22ª) e ottenne il primo piazzamento a punti il 25 gennaio 1969 a Saint-Gervais-les-Bains in discesa libera (6ª). L'anno dopo ai Mondiali di Val Gardena 1970 si classificò 4ª nella medesima specialità; in Can-Am Cup nella stagione 1970-1971 si aggiudicò la classifica di slalom gigante e agli XI Giochi olimpici invernali di Sapporo 1972, sua unica presenza olimpica, fu 27ª nella discesa libera, 24ª nello slalom gigante, 4ª nello slalom speciale e 7ª nella combinata, disputata in sede olimpica ma valida solo ai fini dei Mondiali 1972.
In Coppa del Mondo ottenne il suo unico podio il 17 gennaio 1973 a Grindelwald, classificandosi 3ª in slalom speciale dietro a Monika Kaserer e a Rosi Mittermaier, e l'ultimo piazzamento a punti il 13 gennaio 1974 nella medesima località in discesa libera (9ª); ai successivi Mondiali di Sankt Moritz 1974, sua ultima presenza iridata, si piazzò 9ª nella discesa libera, 9ª nello slalom gigante, 12ª nello slalom speciale e 4ª nella combinata. Si ritirò al termine di quella stessa stagione 1973-1974 e la sua ultima gara fu lo slalom gigante di Coppa del Mondo disputato a Starý Smokovec l'8 marzo, chiuso dalla Crawford al 22º posto; è zia di Candace e James Crawford, a loro volta sciatori alpini.

## Palmarès

### Coppa del Mondo
- Miglior piazzamento in classifica generale: 16ª nel 1973
- 1 podio:
  - 1 terzo posto

### Can-Am Cup
- Vincitrice della classifica di slalom gigante nel 1971[senza fonte]

### Campionati canadesi
- 1 oro (discesa libera nel 1971)[1]